# Antiblemma punctivena
Antiblemma punctivena là một loài bướm đêm trong họ Erebidae.